# Chuma Qawe
Pas d'image ? Cliquez ici

a Compétitions nationales et continentales officielles uniquement.

b Matchs officiels uniquement.
Chuma Qawe, née le 15 novembre 1999, est une joueuse internationale sud-africaine de rugby à XV évoluant aux postes d'ailier ou d'arrière.

## Biographie
Chuma Qawe naît le 15 novembre 1999. Elle est la sœur jumelle de la joueuse de rugby à XV Chumisa Qawe. 
En 2022, elle joue pour la Western Province. Elle a trois sélections en équipe d'Afrique du Sud quand elle est retenue en septembre 2022 pour disputer la Coupe du monde en Nouvelle-Zélande.